# Amphoe Bang Kaeo
Amphoe Bang Kaeo (thailändisch อำเภอ บางแก้ว) ist ein  Landkreis (Amphoe – Verwaltungs-Distrikt) in der Provinz Phatthalung. Die Provinz Phatthalung liegt in der Südregion von Thailand, etwa 840 Kilometer südlich von Bangkok auf der Malaiischen Halbinsel.

## Geographie
Benachbarte Distrikte und Gebiete (von Süden im Uhrzeigersinn): die Amphoe Pak Phayun, Pa Bon, Tamot, und Khao Chaisoni in der Provinz Phatthalung sowie Amphoe Krasae Sin der Provinz Songkhla.
Im Osten des Landkreises ist das Ufer des Thale Luang, dem nördlichen Teil des Songkhla-Sees.

## Geschichte
Bang Kaeo wurde am 1. April 1990 zunächst als Unterbezirk (King Amphoe) eingerichtet, indem drei Tambon vom Amphoe Khao Chaison abgetrennt wurden.
Am 7. September 1995 wurde er zum Amphoe heraufgestuft.

## Verwaltung

### Provinzverwaltung
Amphoe Bang Kaeo ist in drei Unterbezirke (Tambon) eingeteilt, welche weiter in 33 Dorfgemeinschaften (Muban) unterteilt sind.
| Nr. | Name       | Thai    | Muban | Einw.  |
| --- | ---------- | ------- | ----- | ------ |
| 1.  | Tha Maduea | ท่ามะเดื่อ | 07    | 07.478 |
| 2.  | Na Pakho   | นาปะขอ  | 13    | 10.212 |
| 3.  | Khok Sak   | โคกสัก   | 13    | 08.545 |

### Lokalverwaltung
Es gibt zwei Kleinstädte (Thesaban Tambon) im Landkreis:
- Tha Maduea (เทศบาลตำบลท่ามะเดื่อ) besteht aus Teilen der Tambon Tha Maduea und Khok Sak.
- Bang Kaeo (เทศบาลตำบลบางแก้ว) besteht aus weiteren Teilen des Tambon Tha Maduea.

Außerdem gibt es zwei „Tambon-Verwaltungsorganisationen“ (TAO, องค์การบริหารส่วนตำบล) für die Tambon oder die Teile von Tambon im Landkreis, die zu keiner Stadt gehören.